# 경흥 (승려)
경흥(憬興)은 7세기 말 경 신라의 승려이다. 성은 수(水), 웅천주 출신이다.
18세에 승려가 되어서 3장(藏)에 통달, 문무왕의 유언에 따라 신문왕의 국로(國老)가 되고, 저술에 전심하여 45여 부 260여 권이나 되는 저술을 했으나 5부 12권 밖에는 남아 있지 않다. 남아있는 저술로는 《구사론초(俱舍論抄)》 《대열반경소》 《법화경소》 《성유식론폄량(貶量)》 《동(同)추요기(樞要記)》 《동 의기(義記)》 《요가론소》 《동(同)석론기(釋論記)》 《현양론소(顯揚論疏)》 《인명의문의초(因明義門義抄)》 《대승기신론 문답》 《해심밀경소》 《무량수경 술찬》 《아미타경약기(略記)》 《3미륵경소》 《동 축의술문(逐義述文)》 《관정경소(觀頂經疏)》 《약사경소(藥師經疏)》 《12문다라니경소(十二門陀羅尼經疏)》 《금강반야요간(料簡)》 《4분률갈마기》 《법원기(法苑記)》 《사비니기(捨毘尼記)》 등이 있다.
그는 법상종계에 속하였으며 원효와 학문적 교류를 하였으며 원효의 아미타정토사상과 미륵정토사상을 따르기도 하였다.

## 참고 문헌
- 이 문서에는 다음커뮤니케이션(현 카카오)에서 GFDL 또는 CC-SA 라이선스로 배포한 글로벌 세계대백과사전의 "경흥" 항목을 기초로 작성된 글이 포함되어 있습니다.